# Condado de Delaware (Iowa)
O Condado de Delaware é um dos 99 condados do estado norte-americano do Iowa. A sede do condado é Manchester, que é também a sua maior cidade. O condado tem uma área de 1500 km² (dos quais 3 km² estão cobertos por água), uma população de 18 404 habitantes, e uma densidade populacional de 12 hab/km² (segundo o censo nacional de 2000). O condado foi fundado em 1837 e deve o seu nome ao senador do Delaware John M. Clayton.